# Maximalisme
Maximalisme is een stroming binnen de Vlaamse Beweging die tijdens de Eerste Wereldoorlog is voortgekomen uit het activisme in het door Duitsland bezette deel van Vlaanderen. In ultimo uitte zich dit in de oprichting van de Raad van Vlaanderen en de vernederlandsing van de Universiteit Gent in 1916 (die na de wapenstilstand van 11 november 1918 weer werd teruggedraaid door de Belgische overheid).
Binnen de Vlaamse Beweging tegengesteld aan de maximalisten zijn de minimalisten.
Het maximalisme omvat het nastreven van de vorming van een Vlaamse natie die alle Nederlandstaligen in Vlaanderen en Zuid-Vlaanderen samen brengt. Die taalgemeenschap vormt tevens de Nederlandse cultuurgemeenschap: taal = cultuur. Dit is een uitgesproken volksnationalistisch streven, dat onderscheiden moet worden van Groot- of Heelnederlandisme (de laatste term in de Vlaamse betekenis), aangezien lang niet elke maximalist een eenheid ziet van de Vlaamse en de (Noord-)Nederlandse cultuur-, laat staan taalgemeenschap. Ook is een maximalist niet per se een separatist: zo'n Vlaamse natie zou ook mogelijk kunnen zijn in België, mits gefederaliseerd of omgevormd tot een confederatie, waarin tevens ruimte zou zijn voor een Frans- en een Duitstalige natie. In groter verband zou het zelfs mogelijk moeten zijn in een eenwordend Europa.
De maximalisten hebben een voorlopig succes geboekt door de splitsing van België in 1995 in gewesten, waarbij aangetekend moet worden dat men zeer ontstemd is door het bestaan van een tweetalig Brussels Hoofdstedelijk Gewest en het achterwege blijven van de splitsing van de kieskring Brussel-Halle-Vilvoorde. Men beschouwt Brussel als hoofdstad van Vlaanderen.
Als vertegenwoordigers van het maximalisme zijn te noemen:
- de Vlaamse Volksbeweging, die een onafhankelijk Vlaanderen nastreeft en congressen houdt met als titel: Vlaanderen, staat in Europa.
- het Taal Aktie Komitee (TAK), dat geëvolueerd is van een minimalistische actiegroep naar een felle maximalistische groep.
- het Halle-Vilvoorde Komitee (Haviko), dat de splitsing van de kieskring Brussel-Halle-Vilvoorde (BHV) nastreeft.
- het Katholiek Vlaams Hoogstudentenverbond
- de Nationalistische Studentenvereniging
- de Marnixring.
- Het Pennoen alsmede de Werkgroep 't Pennoen.
- Zannekin.
- Vlaams Belang, dat een geheel onafhankelijke Vlaamse natie nastreeft waarbij de kreet België barst letterlijk genomen moet worden.
- de vroegere Volksunie en haar opvolgers:
- de Nieuw-Vlaamse Alliantie, die een onafhankelijk Vlaanderen wil, waarbij België gesplitst zou moeten worden, maar er een vorm van samenwerking met Wallonië blijft bestaan.
- Spirit, dat een Europa der regio's nastreeft, en Vlaanderen als een zelfstandige regio binnen België ziet, met autonome bevoegdheden.

Ook de vroegere politieke formaties het VNV en de Frontpartij kunnen maximalistisch genoemd worden; de partij VNV kwam door het verbod van Adolf Hitler op de vorming van semi-onafhankelijke volksnationalistische staten (zoals Vlaanderen of een Groot-Nederland) - zeker toen Hendrik Elias in oktober 1942 de plots overleden Staf de Clercq opvolgde - ideologisch in de problemen.